# Tucatinib

Estrutura química de Tucatinib.

Tucatinib, comercializado sob a marca Tukysa, é um inibidor de pequenas moléculas da HER2 usado no tratamento de cancro da mama do tipo HER2 positivo. Entre os efeitos adversos mais comuns estão diarreia, eritrodisestesia palmo-plantar (sensação de queimadura ou desconforto das mãos e dos pés), náuseas, fadiga, hepatoxicidade, vómitos, estomatite, diminuição do apetite, dores abdominais, dores de cabeça, anemia e exantema da pele. O medicamento não deve ser administrado durante a gravidez ou amamentação devido ao risco para o feto ou recém-nascido. O tucatinib foi aprovado para uso clínico na Austrália em agosto de 2020.